# 2021 en photographie
| Années de la photographie : 2018 - 2019 - 2020 - 2021 - 2022 - 2023 - 2024    |
| Décennies de la photographie : 1990 - 2000 - 2010 - 2020 - 2030 - 2040 - 2050 |

Cet article présente les faits marquants de l'année 2021 en photographie.

## Événements
- À compter du 1er janvier, la Délégation à la photographie créée en 2017 au sein du ministère français de la Culture devient un « simple » bureau[1],[2].
- Le 23 juin, Dominique Issermann est élue à l’Académie des beaux-arts au fauteuil de Bruno Barbey. Elle est la première femme à occuper une place dans la section de photographie de l’Académie où elle rejoint Yann Arthus-Bertand, Sebastião Salgado et Jean Gaumy[3].
- Inauguration du Centre photographique documentaire - ImageSingulières, à Sète, du 2 au 4 juillet 2021
- Le 3 juillet, inauguration du Centre de la photographie de Mougins. La direction est assurée par Yasmine Chemali, ancienne responsable des collections d’art moderne et d’art contemporain du Musée Sursock de Beyrouth, et François Cheval, directeur artistique et commissaire indépendant[4], et ancien directeur, de 1996 à 2016, du musée Nicéphore-Niépce de Chalon-sur-Saône[5]. L’exposition inaugurale est consacrée à la photographe espagnole Isabel Muñoz[6], dans le cadre des Rencontres de la photographie d’Arles[7].
- Le 7 juillet au cours d’une conférence « Dans quel état est la photographie ? » à Arles, Les Filles de la Photo annoncent l’ouverture d’États généraux de la photographie : « une réflexion de grande ampleur sur la situation de l’écosystème de la photographie française, des conditions de la création comme de la commande, du statut des auteurs ou encore du devenir des images »[8].
- Le 30 août, Roselyne Bachelot annonce le lancement d’une grande commande photographique « Radioscopie de la France : regards sur un pays traversé par la crise sanitaire ». Initiée par le ministère français de la Culture, portée par la Bibliothèque nationale de France, et dotée d’un budget total d’environ 5,5 millions d’euros[9], cette commande « vise à aider les photojournalistes et les photographes documentaires touchés depuis plusieurs années par les difficultés de la presse et frappés de plein fouet par la crise sanitaire »[10].
- Un reportage du photographe de l’agence Magnum Jonas Bendiksen, « The Book of Veles », projeté au cours du festival de photojournalisme Visa pour l’Image à Perpignan le 2 septembre 2021, est un sujet fabriqué de toutes pièces à l’aide d’intelligence artificielle. Le photographe s’est dit surpris d’avoir berné ses collègues de Magnum, et la profession entière, avec « un travail d’amateur total »[11].
- La photojournaliste Émilienne Malfatto remporte le Prix Albert-Londres pour son livre Les serpents viendront pour toi : une histoire colombienne en novembre 2021[12].

## Festivals et congrès photographiques
- Première édition de Kokutan'art, festival international de la photographie d’auteur à Brazzaville du 20 au 24 avril 20121[13].
- Festival de l’oiseau et de la nature en baie de Somme du 24 avril au 2 mai 2021
- 6e édition de la foire Photo London, Somerset House, Londres, du 9 au 12 septembre 2021
- 9e festival photographique L’Œil Urbain, Corbeil-Essonnes, du 27 mai au 4 juillet 2021[14]
- 4e festival Les femmes s’exposent à Houlgate, du 1er juin au 8 août 2021[15]
- 4e festival Visions d’Ailleurs à Martagny, du 2 juillet au 11 septembre 2021[16]
- 18e Festival photo La Gacilly du 1er juillet au 31 octobre[17]
- 17e Promenades photographiques de Vendôme, du 3 juillet au 30 août 2021
- 52e Rencontres internationales de la photographie, Arles, 5 juillet – 26  septembre 2021
- 57e édition de la foire internationale de la photo de Bièvres, les 5 et 12 septembre 2021[18]
- 33e festival international de photojournalisme Visa pour l’Image, Perpignan, du 28 août au 26 septembre 2021[19]
- 28e Prix Bayeux-Calvados des correspondants de guerre, du 4 au 10 octobre 2021
- Planche(s) Contact, 12e festival de photographie de Deauville, du 16 octobre au 2 janvier 2022
- Paris Photo au Grand Palais éphémère, Paris, du 10 au 14 novembre 2021
- 24e Festival international de la photo animalière et de nature à Montier-en-Der, du 18 au 21 novembre 2021

## Grandes expositions
- Noir & Blanc : une esthétique de la photographie, du 16 décembre 2020 au 1er février 2021, Grand Palais, Paris - annulée[20].
- Congo in Conversation, exposition collective avec Arlette Bashizi, Dieudonné Dirole, Justin Makangara, Al-Hadji Kudra Maliro, Danny Matsongani, Guerchom Ndebo, Finbarr O’Reilly, Raissa Karama Rwizibuka, Moses Sawasawa, Pamela Tulizo, Bernadette Vivuya, du 6 au 27 janvier 2021, grilles de la Tour Saint-Jacques, Paris.
- Un monde imparfait, Gilles Caron au Cellier, jusqu’au 7 février 2021, Reims[21].
- Tish Murta, Jeunesse délaissée, du 6 février au 9 mai 2021, La Chambre, Strasbourg.
- Sous le soleil de la vie, Sabine Weiss, jusqu’au 20 février 2021, Les Douches la Galerie, Paris.
- Alain Keler, Juke Joint Blues, dans le cadre du Festival Travelling, du 1er février au 19 mai 2021, Maison des associations, Rennes[22].
- Rétrospective Martine Franck, jusqu’au 18 avril 2021, Musée de la photographie d’Anvers (FoMu).
- Steve McCurry, In Search Of Elsewhere, du 4 mars au 30 avril 2021, Galerie Polka, Paris[23]
- Héritage, carte blanche à Omar Victor Diop, galerie Magnin-A, Paris 11e[24].

- Frank Horvat, Vincennes Images Festival (VIF), du 11 au 30 mai[25].
- Derrière les images. Photographier la guerre, ECPAD / Mémorial 14-18 Notre-Dame-de-Lorette, jusqu’au 27 juin[26].
- Alain Keler, America, Fisheye Gallery, Paris, jusqu’au 30 juin[27].
- Sarah Moon - Passé, Présent, Musée d’Art moderne de Paris, jusqu’au 4 juillet[28].
- Frank Horvat, Paris, années 1950, Maison de la photographie Robert-Doisneau, Gentilly, jusqu’à fin septembre[29].
- Marc Riboud. Histoires possibles, Musée national des Arts asiatiques - Guimet, Paris, jusqu’au 6 septembre[30].
- Moriyama – Tomatsu : Tokyo, Maison européenne de la photographie, Paris, jusqu’au 24 octobre[31].
- L'Italie de Magnum : De Robert Capa à Paolo Pellegrin, Palais Ducal, Gênes, du 6 mai au 10 octobre 2021 [32]
- Allons voir la mer avec Doisneau, Musée Maritime, La Rochelle, du 11 mai au 1er novembre[33].
- Sur le front syrien, Véronique de Viguerie et Virginie Nguyen Hoang, Musée de la Résistance et du Combattant, Montauban, 18 mai au 19 novembre[34].
- Henri Cartier-Bresson. Le Grand Jeu, Bibliothèque nationale de France, site François-Mitterrand, Paris, du 19 mai au 22 août[35].
- Histoires de photographies, Musée des Arts décoratifs, Paris, du 19 mai au 12 décembre[36],[37].
- Girault de Prangey photographe (1804-1892), Musée d’Orsay, Paris, du 19 mai au 11 juillet[38].
- Willy Ronis en RDA – La vie avant tout, Espace Richaud, Versailles, du 19 mai au 19 septembre[39]
- Sebastião et Lélia Salgado, Amazônia, Philharmonie de Paris, du 20 mai au 31 octobre[40].
- Claude Batho : Visages et paysages d'en Haut, Curiox, centre d'art et de rencontres à Ugine, du 31 mai au 27 novembre 2021[41]
- Sebastião Salgado, Amazônia. La dernière frontière, Galerie Polka, du 11 juin au 11 septembre[42]
- Eugène Atget - Voir Paris, Fondation Henri Cartier-Bresson, du 3 juin au 19 septembre[43].
- Michael Schmidt - Une autre photographie allemande, Jean de Paume, Paris, 8 juin au 29 août[44].
- Eaux troublées, Edward Burtynsky, Pavillon populaire de Montpellier, du 23 juin au 26 septembre[45].
- Gilles Caron, un monde imparfait, Le Point du Jour, Cherbourg, jusqu’au 10 octobre[46]
- Kasimir Zgorecki - Studio Zgorecki, Jeu de Paume, Château de Tours, jusqu’au 30 octobre[47].
- Dorothea Lange, Les raisins de la colère. La donation Sam Stourdzé, Musée Réattu, Arles, du 12 juin au 3 octobre[48].
- Henri Cartier-Bresson, revoir Paris, musée Carnavalet, Paris, du 15 juin au 31 octobre[49].
- Paris 1900, une Belle Époque !, Galerie Roger-Viollet, du 1er juillet au 28 août[50].
- Sabine Weiss, une vie de photographe, Musée de Provence, Rencontres de la photographie d’Arles, du 4 juillet au 26 septembre[51].
- Didier Ben Loulou, Mémoires des lettres, Biennale d’Autun, du 16 juillet au 1er août[52].
- Le Paris en couleur de Bernard Plossu, grilles de l’Hôtel de Ville, Paris, du 1er août au 10 septembre[53].
- Daniel Angeli Paparazzi de A à Z, toit de la Grande Arche de la Défense, du 7 août 2021 au 30 janvier 2022[54].
- Raymond Depardon, films, photos et voyages, Institut Lumière, Lyon, du 27 août au 2 octobre[55].
- Lisette Model, Sidewalk, Galerie Beaudoin Lebon Paris, du 8 septembre au 12 octobre[56]
- Devour the Land : Photographie de guerre et de paysage américain depuis 1970, avec des photographies de 60 photographes parmi lesquels : Ansel Adams, Robert Adams, Lewis Baltz, Robert Frank, Steve McCurry, Susan Meiselas, Eli Reed, Alex Webb, Harvard Art Museums, du 17 septembre 2021 au 16 janvier 2022[57]
- Dolorès Marat, Au fil d’une vie, La Chambre, Strasbourg, du 18 septembre au 14 novembre[58]
- Vivian Maier, la rétrospective, Musée du Luxembourg, Paris, du 15 septembre 2021 au 7 janvier 2022[59]
- Annie Leibowitz, rétrospective, Pavillon Comtesse de Caen, Palais de l’Institut de France, Paris, 27 octobre au 28 novembre 2021[3].
- Chefs-d’œuvre photographiques du MoMA. La collection Thomas Walther, Musée du Jeu de Paume, Paris, du 14 septembre 2021 au 13 février 2022[60].
- Couper le son et arrêter le mouvement, une exposition  de la Médiathèque de l’architecture et du patrimoine, avec des photographies de John Batho, Marcel Bovis, François Kollar, Jacques-Henri Lartigue, François Le Diascorn, Dolorès Marat, Émile Muller, Jean Pottier, Bruno Réquillart, Willy Ronis, Frères Séeberger, Le Quadrilatère, Centre d’art de Beauvais, dans le cadre des 18e Photaumnales, du 17 septembre 2021 au 2 janvier 2022
- Raymond Depardon La vita moderna, Fondation Cartier pour l’art contemporain, Triennale Milano, Milan, du 15 octobre 2021 au 10 avril 2022[61]
- Bruce Davidson & Khalik Allah: New York, Magnum Gallery, Paris, du 21 octobre au 18 décembre 2021[62]
- Igor Mukhin, Générations, de l’URSS à la nouvelle Russie, 1985-2021, Maison de la photographie Robert-Doisneau, Gentilly, du 22 octobre 2021 au 9 janvier 2022[63]
- Helmut Newton. Héritage, Musée de la photographie / Fondation Helmut Newton, Berlin, du 31 octobre 2021 au 22 mai 2022[64]
- Mers et rivières, Andreas Müller-Pohle, Pavillon populaire, Montpellier, du 3 novembre 2021 au 16 janvier 2022[65]
- Nicholas Nixon, Une infime distance, Galerie du Château d’Eau, Toulouse, du 3 novembre 2021 au 16 janvier 2022[66],[67]
- Aux origines du reportage de guerre, Roger Fenton et la guerre de Crimée, Château de Chantilly, du 13 novembre 2021 au 27 février 2022[68]

- Raymond Depardon, photographe militaire, Musée des Beaux-arts, Châlons-en-Champagne, jusqu’au 7 février 2022[69]
- Hervé Guibert - L’image de soi, Les Douches la Galerie Paris, du 5 novembre 2021 au 5 février 2022[70]
- Un monde à guérir : 160 ans de photographies à travers les collections de la Croix-Rouge, Musée international de la Croix-Rouge et du Croissant-Rouge, du 16 novembre 2021 au 24 avril 2022[71]

- La photographie à tout prix, Bibliothèque nationale de France, Paris, du 23 novembre 2021 au 20 février 2022[72]
- Patrick Zachmann, rétrospective, Musée d’Art et d’Histoire du judaïsme, Paris, du 2 décembre 2021 au 6 mars 2022[73].
- Dieuzaide dans la ville, Couvent des Jacobins de Toulouse, du 4 décembre 2021 au 6 mars 2022[74]
- Samuel Fosso, rétrospective, Maison européenne de la Photographie, Paris, du 10 novembre 2021 au 13 mars 2022[75]
- Le Monde de Steve McCurry, Musée Maillol, Paris, du 9 décembre 2021 au 29 mai 2022[76]

## Prix et récompenses
- World Press Photo of the Year à Mads Nissen, pour sa photo The First Embrace, qui représente une dame âgée enlaçant une infirmière protégée du Covid-19 par du plastique au  Brésil[77],[78]
- World Press Photo Story of the Year à Antonio Faccilongo[78]

- Prix Niépce Gens d’image à Grégoire Eloy[79]
- Prix Nadar Gens d’image à Deanna Dikeman, pour Leaving and Waving[80], publié par Chose Commune[81]
- Prix de la Fondation Henri Cartier-Bresson à Carolyn Drake membre de Magnum Photos pour son projet Centaur[82]
- Prix Marc Ladreit de Lacharrière – Académie des beaux-arts – non attribué en 2021
- Prix de Photographie de l’Académie des beaux-arts – William Klein à Annie Leibowitz[3]
- Prix HSBC pour la photographie à Aassmaa Akhannouch et Cyrus Cornut[83]
- Prix Bayeux-Calvados des correspondants de guerre - Trophée photo à un photographe anonyme birman pour son reportage « La révolution du printemps » pour The New York Times[84],[85]
- Prix Bayeux-Calvados des correspondants de guerre - Prix du public / AFD, à Abu Mustafa Ibraheem, de l’agence Reuters[85]
- Prix Women In Motion pour la photographie - Rencontres d’Arles à Liz Johnson Artur[86],[87]
- Prix du public découverte Louis Roederer - Rencontres d’Arles à Ilanit Illouz pour « Wadi Qelt, dans la clarté des pierres »[88]
- Prix du jury découverte Louis Roederer - Rencontres d’Arles à Tarrah Krajnak pour « Rituels de maîtres II : Les Nus de Weston »[89],[90]
- Prix de la Photo Madame Figaro – Arles à Eythar Gubara pour sa série « Kandaka can’t be stopped »[91],[89]
- Dummy Book Awards Luma - Rencontres d’Arles à Moe Suzuki pour son ouvrage Sokohi[92]
- Prix Carmignac du photojournalisme à
- Visa d’Or humanitaire du CICR à Antoine Agoudjian[93]
- Visa d’Or News à un photographe anonyme birman pour son reportage « La révolution du printemps » pour The New York Times[94]
- Visa d’Or Magazine à Jérémy Lempin pour sa série « Docteur Peyo et Mister Hassen »[95]
- Prix de la Ville de Perpignan Rémi-Ochlik à Fatima Shbair de Getty Images pour « Une vie assiégée »[96]
- Prix Roger-Pic de la Société civile des auteurs multimédia à Alexis Vettoretti pour sa série intitulée « L’hôtel de la dernière chance »[97], et mention spéciale pour Florence Levillain[98]
- Prix Pierre et Alexandra Boulat à Mary F. Calvert pour son travail sur le taux alarmant de suicide parmi les victimes masculines de traumatisme sexuel au sein de l’armée aux États-Unis.
- Prix Lucas-Dolega à Hervé Lequeux pour son travail sur une jeunesse désœuvrée du quartier de la Goutte-d’Or à Paris[99]
- Prix Françoise-Demulder à Axelle de Russé et Darcy Padilla
- Bourse Canon de la femme photojournaliste à Acacia Johnson pour financer son projet sur le quotidien des pilotes de brousse en Alaska[100]
- Bourse Canon du documentaire vidéo court-métrage à Camille Millerand, pour financer son projet sur les travailleurs sans papiers[101]
- Prix Picto de la jeune photographie de mode à Natalia Evelyn Bencicova[102]
- Prix Tremplin Photo de l’EMI à ?
- Prix Voies Off à ?
- Prix Révélation SAIF : à ?
- Grand Prix Les femmes s’exposent  à Jeanne Frank pour son sujet réalisé dans la vallée de la Roya après la tempête Alex, en octobre 2020 pour Le Monde[103]
- Prix Caritas photo sociale à Victorine Alisse et JS Saia, coauteurs de la série « Au grand air »[104]
- Prix 6Mois du photojournalisme à Fabiola Ferrero et Seif Kousmate[105]
- Prix Polka du photographe de l’année à Wakil Kohsar[106]
- Prix Photographie & Sciences 2021 à Richard Pak pour sa série « Les îles du désir – Chapitre II »[107]
- Prix Balzac pour la création contemporaine à Aglaé Bory pour une photo intitulée « La Plage, Calais 2016 », issue d’une série intitulée Les Invisibles, réalisée dans la jungle de Calais[108],[109]
- Estée Lauder Pink Ribbon Photo Award à Marie Daverède[110]
- Tremplin jeunes talents du festival Planches Contact de Deauville à Antoine Lecharny[111]
- Prix Richard-Martin de la photographie de sport à Étienne Garnier[112]
- Prix Varenne à Stéphane Dubromel (L’Obs), Wakil Kohsar (AFP), Pierre Rouanet (La Voix du Nord), Quentin Top (Sud-Ouest)[113]
- Grand Prix Paris Match du photoreportage étudiant à Habib Dargham pour « Le cri d’un silence »[114]
- Prix sergent Sébastien Vermeille à Jean-Christophe Milhet[115]
- Prix Erich-Salomon à Hans-Jürgen Burkard[116]
- Prix culturel de la Société allemande de photographie à ?
- Prix Oskar-Barnack à Ana María Arévalo Gosen pour sa série « Dias eternos »[117],[118]
- Leica Newcomer Award à Emile Ducke[119],[118]
- Prix Leica Hall of Fame à Ralph Gibson pour l’ensemble de son œuvre[118]
- Prix de la Fondation Deutsche Börse pour la Photographie à Cao Fei pour son exposition « Blueprints »[120]
- Prix Hansel-Mieth à ?
- Zeiss Photography Award à ?

- Prix national de portrait photographique Fernand-Dumeunier à ?

- Prix Paul-Émile-Borduas à ?
- Prix du duc et de la duchesse d’York à ?

- Prix national de la photographie à Pilar Aymerich[121]

- Prix Ansel-Adams à ?
- Prix W. Eugene Smith à Lalo de Almeida, Kimberly Dela Cruz, Melissa Lyttle, Cristopher Rogel Blanquet et Nicoló Filippo Rosso[122].
- Prix Pulitzer
  -     - Catégorie « Feature Photography » à Emilio Morenatti de l’agence Associated Press pour sa couverture de la pandémie de Covid-19 en Espagne[123]
    - Catégorie « Breaking News » au service photo de l’agence Associated Press pour l’ensemble des reportages réalisés dans les villes des États-Unis, en rapport avec la mort de George Floyd[124]
- Oversea Press Club of America Awards for Photography
  - Robert Capa Gold Medal Award à Nariman El-Mofty, Associated Press, pour son reportage « Fleeing War »[125]
  - Olivier Rebbot Award à Chris McGrath, Getty Images, pour « In the Aftermath of the Blast »[125]
  - Feature Photography Award à Emilio Morenatti, Associated Press, pour « Covid-19: Devastation and Death on Spain Eldery »[125]
- Prix Inge Morath à Fabiola Ferrero (Venezuela) pour I Can’t Hear the Birds[126]
- World Photography Awards à Craig Easton et Tamary Kudita [127]
- Prix Arnold-Newman pour les nouvelles orientations du portrait photographique à Rashod Taylor[128]
- Anja Niedringhaus Courage in Photojournalism Award à Fatima Shbair[129]
- Infinity Awards
  - Prix pour l’œuvre d’une vie à ?
  - Prix Cornell-Capa à ?
  - Prix de la publication Infinity Award à ?
  - Infinity Award du photojournalisme à ?
  - Infinity Award for Art à ?
  - Prix de la photographie appliquée à ?
  - ICP Infinity Award Pratique documentaire et journalisme visuel à ?
  - ICP Infinity Award Photographe émergent à ?
  - ICP Infinity Award Rédaction critique et recherche à ?
  - ICP Infinity Award Plateforme en ligne & nouveau média à ?
- Lucie Awards
  - Lucie Award pour l’œuvre d’une vie à Peter Magubane
  - Lucie Award Fine Art à Paul Caponigro
  - Lucie Award du photojournalisme à Jean-Pierre Laffont
  - Lucie Award de la photographie documentaire à David Hurn
  - Lucie Award de la photographie humanitaire à Joël Sartore
  - Lucie Award du portrait à Lynn Orfèvre
  - Lucie Award de la photographie de sport à Bob Martin
  - Lucie Award de la photographie d’architecture non décerné
  - Lucie Award de la photographie de mode à Pamela Hanson
  - Lucie Award de la photographie de publicité non décerné
  - Lucie Award de la femme photographe non décerné
  - Lucie Award visionnaire à Steven Sasson
  - Spotlight Award non décerné
  - Lucie Impact Award à Paul Ratje de l’Agence France Presse« pour son image virale d’un agent de la police aux frontières américaine tentant d’immobiliser un migrant haïtien à Del Rio au Texas »[130].

- The Nature Conservancy Photo Contest à Anup Shah (Royaume Uni) pour une photo d’« une gorille à l’expression rêveuse assistant à un vol de papillons »[131].
- Prix Higashikawa
  - Photographe japonais à ?
  - Photographe étranger à ?
  - Photographe espoir à ?
  - Prix spécial à ?
- Prix Kimura Ihei à ?
- Prix Ken Domon à ?

- Centenary Medal de la Royal Photographic Society à ?
- World Nature Photography Awards, « Photographer of the Year » à Amos Nachoum[132]

- Prix international de la Fondation Hasselblad à ?
- Prix suédois du livre photographique à ?
- Prix Lennart Nilsson à ?

- Grand Prix suisse de design • Catégorie photographie : Peter Knapp
- Photographe Swiss Press de l’année à Sarah Carp[133],[134]
- Prix Élysée[135] à Kurt Tong pour son projet Dear Franklin[136]
- Prix Haftmann à ?
- Prix Pictet à Sally Mann[137]
- Prix Sept du photojournalisme suisse à Gabriel Monnet[138]

- Istanbul Photo Award à Jérémy Lempin pour sa série « Docteur Peyo et Mister Hassen » [139]

- Andrei Stenin International Press Photo Contest à Chandan Khanna de l’AFP pour sa couverture des affrontements et manifestations à Minneapolis à la suite de la mort de George Floyd[140]
- Siena International Photo Awards (SIPA) à Mehmet Aslan pour sa photo « La dureté de la vie »[141].

## Livres parus en 2021
Liste non exhaustive
- Elliott Erwitt, Found, Not Lost, préface de Vaughn Wallace, 232 p., éd. Gost,  (ISBN 978-1-91040-131-6)[142],[143]
- (en + de) Manfred Heiting et Kristina Lemke, Dr. Paul Wolff & Alfred Tritschler. The Printed Images 1906-2019, Göttingen, Steidl Verlag, 2021, 600 p. (ISBN 978-3-95829-614-5)
- Sébastien Quequet, Histoires de photographies - Collections du musée des Arts décoratifs, Paris, Éditions MAD, 2021, 272 p. (ISBN 9782916914954)[37]
- Collectif, Henri Cartier-Bresson - Revoir Paris, Paris, Musée Carnavalet / Paris Musée, 2021, 256 p. (ISBN 2759604918)
- Collectif, Vivian Maier, catalogue d’exposition, Paris, Réunion des Musées Nationaux - Grand Palais / diChroma, 2021, 256 p. (ISBN 2711878422)
- Collectif Agence France Presse, sous la direction de Marielle Eude, Pandemia - Ce que nous avons vécu, Paris, Les Arènes, 2021, 425 p. (ISBN 1037505204)[144]
- +Photographie #2 • Les acquisitions des collections publiques, avec des photographies de Gustave Le Gray, Man Ray, Susan Meiselas, Bernard Plossu, Wolfgang Tillmans, Victor Petit, Thierry Girard, etc ... , éditions Le Bec en l'air, Marseille -  (ISBN 978-2-36744-150-4)
- Itinéraires, textes de Sébastien Berlendis et Fabien Ribery, recueil de photographes ayant été invités, ces trente dernières années, au Festival Itinéraires des photographes voyageurs à Bordeaux, avec des photographies d'une cinquantaine de photographes parmi lesquels Brigitte Bauer, Éric Bourret, Thierry Girard, Laurence Leblanc, Ella Maillart, Bernard Plossu, François Sagnes, Klavdij Sluban, Yannick Vigouroux, Patrick Wack, Alain Willaume, éditions Loco, Paris  (ISBN 978-2-84314-049-5)
- Denis Brihat : Les Métamorphoses de l’argentique, Marseille, Le Bec en l'air, 2021, 224 p. (ISBN 978-2-36744-164-1)
- Sebastião Salgado : Amazônia, 528 pages, Éditions Taschen, Cologne •  (ISBN 978-3-83658-512-5)

## Décès en 2021
- 13 janvier : 
  - Patrick Chapuis, 71 ans, photographe et photojournaliste français [145]. (° 9 mars 1949)
  - Grace Robertson, 90 ans, photographe et photojournaliste britannique[146]. (°13 juillet 1930)
  - Michel Gravel, 84 ans photographe québécois, l’un des chefs de file du photojournalisme au Québec. (° 1936)
- 15 janvier : Eddie Kuligowski, 74 ans, photographe français. (° 22 juillet 1946)
- 21 janvier : Cecilia Mangini, 93 ans, réalisatrice, documentariste, scénariste et photographe italienne. (° 31 juillet 1927)
- 1er février : Ricky Powell, 59 ans, photographe américain. (° 20 novembre 1961)
- 3 février : Pepi Merisio, 89 ans, photographe italien. (° 1931)
- 6 février : Carol-Marc Lavrillier, 88 ans, photographe, galeriste et éditeur français. (° 23 janvier 1933).
- 22 février : Raymond Cauchetier, 101 ans, photographe français, photographe de plateau sur plusieurs films de la Nouvelle Vague de 1959 à 1968. (° 10 janvier 1920)
- 4 mars : Barbara Ess, 76 ans, photographe américaine. (° 4 avril 1944)
- 7 mars : Olivier Dassault, 69 ans, photographe français. (° 1er juin 1951)
- 13 mars : Giovanni Gastel, 65 ans, photographe italien. (° 27 décembre 1955)
- 9 avril :  June Newton, 97 ans, actrice (sous le nom de June Brunell) et photographe (sous le nom d'Alice Springs) australienne. (° 3 juin 1923)
- 24 avril : Faye Schulman, photographe polono-canadienne, connue pour ses photographies des partisans juifs lors de leur lutte en Europe de l'Est pendant la Seconde Guerre mondiale[147]. (° 28 novembre 1919)
- 8 mai : German Lorca, 98 ans, photographe brésilien. (° 28 mai 1922)
- 19 juin : Arnold Odermatt, 96 ans, photographe suisse [148]. (° 29 mai 1925)
- 23 juin : Éric Guglielmi, 51 ans, photographe français[149]. (° 10 mai 1970)
- 29 juin : Bernard Guillot, 70 ans, photographe français[150]. (° 19 septembre 1950)
- 14 juillet : Christian Boltanski, 76 ans, photographe et plasticien français. (° 1944)[151] (° 6 septembre 1944)
- 16 juillet : Danish Siddiqui, 38 ans, photographe indien, Prix Pulitzer 2018, tué en Afghanistan[152]. (° 19 mai 1983)
- 23 juillet : Franz Christian Gundlach, 95 ans, photographe, galeriste, collectionneur, commissaire d’exposition et mécène allemand[153]. (° 16 juillet 1926)
- 25 juillet : Eddy Posthuma de Boer, 90 ans, photographe néerlandais[154]. (° 30 mai 1931)
- 15 août : Hiro, 90 ans, photographe de mode américain[155] (° 3 novembre 1930)
- 19 août : Chuck Close, 81 ans, peintre et photographe américain[156]. (° 5 juillet 1940)
- 13 septembre : Carlos Pérez Siquier, 90 ans, photographe espagnol. (° 14 décembre 1930)
- 26 septembre : Edward Keating, 65 ans, photojournaliste et photographe de rue américain. (° 4 mars 1956)
- 17 novembre : Tom Stoddart, 67 ans, photojournaliste britannique[157]. (° 28 novembre 1953)
- 18 novembre : Mick Rock, 72 ans, photographe britannique[158] (° 21 novembre 1948).
- 24 décembre : Françoise Nuñez, 64 ans, photographe française (° 17 mars 1957)[159]
- 28 décembre : Sabine Weiss, 97 ans, photographe franco-suisse, (° 23 juillet 1924)[160]

## Célébrations
Centenaire de naissance
- Esther Bubley
- Jean-Philippe Charbonnier
- Joan Colom
- Jean Dieuzaide
- Zbigniew Dłubak
- John Dominis
- Kikujirō Fukushima
- Ernst Haas
- Yasuhiro Ishimoto
- Fabrizio La Torre
- Lone Maslocha
- Chris Marker
- Ruth Orkin
- Tom Palumbo
- Pompeo Posar
- Mark Shaw
- Jean-Pierre Sudre
- Franck Van Deren Coke
- Max Edwin Vaterlaus

Centenaire de décès
- Jean Agélou
- Félix Arnaudin
- David Bachrach
- Franz Benque
- Lucien Briet
- Émile Frechon
- William Friese-Greene
- Albrecht Meydenbauer
- Alexandre Michon
- Gaston Piprot
- Emmanuel Pottier
- John Thomson

Bicentenaire de naissance
- József Borsos
- Lafon de Camarsac
- Louis Colin
- Louise Rosalie Gaspard
- Thora Hallager
- Louise Leghait
- Victor Plumier